# Tomato
Tomato je mobilni operater u Hrvatskoj, u vlasništvu A1 Hrvatska. Riječ je o alternativnom brandu osnovanom 20. lipnja 2006. godine, čiji je pozivni broj 092 i koji koristi infrastrukturu A1 Hrvatska.

### Dodatne usluge
- mParking
- mPrijevoz
- Google Play / App Store

## Vanjske poveznice
- Službena stranica